# Shotacon
Shotacon (ショタコン?, Shotakon), abbreviazione di shōtarō complex (しょうたろうコンプレックス?, shōtarō konpurekkusu) è un termine giapponese che indica e descrive l'attrazione, quasi sempre anche in senso sessuale oltre che affettivo, nei confronti di ragazzini prepuberi o appena puberi. Spesso è ulteriormente abbreviato in shota (ショタ?). Il corrispondente femminile per indicare l'attrazione (o l'arte pertinente di rappresentazione erotica) viene chiamato lolicon.

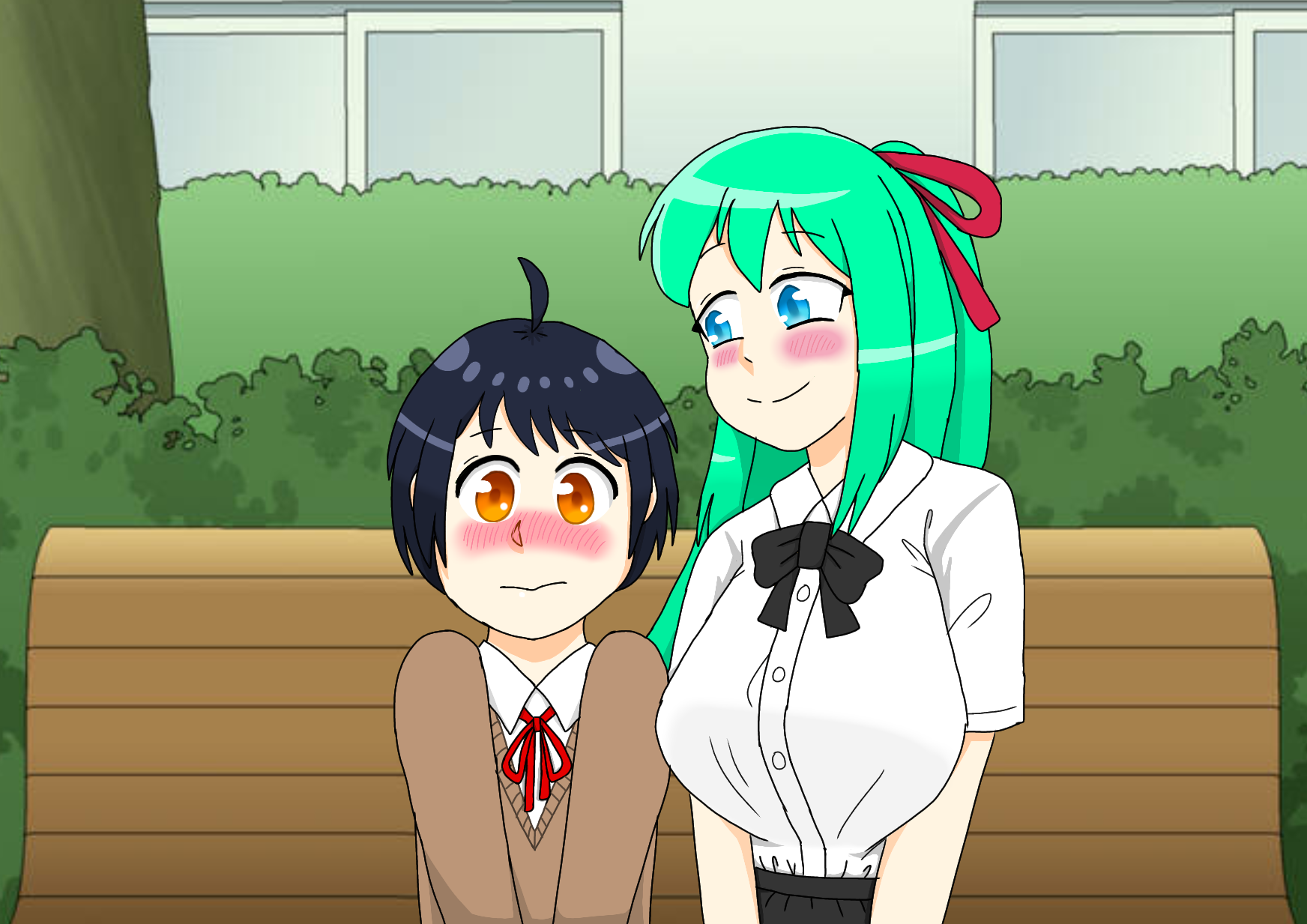
Un'illustrazione di un personaggio femminile più anziano attratto da uno shota, caratteristico di shotacon.

Si riferisce per traslazione a tutto quel genere di manga ed anime in cui personaggi maschili molto giovani vengono raffigurati in maniera erotica o sessualmente suggestiva; ma questi possono anche esser a volte adolescenti o adulti con peculiari caratteristiche che li fanno sembrare molto più piccoli ed infantili di quanto in realtà non siano (rendendoli nell'aspetto e nel carattere molto più attraenti per il protagonista della storia).

## Origini e uso del termine
Il termine nasce nei primi anni ottanta all'interno dell'ambiente delle dōjinshi; anche in seguito non trova comunque un'eccessiva diffusione all'esterno del mondo del fumetto e dell'animazione. Per questo molto spesso con shotacon e shota, più che indicare l'attrazione verso i ragazzini, ci si riferisce invece a quelle dōjinshi che trattano per l'appunto lo shotacon come tematica.
La prima apparizione del termine, verosimilmente, è all'interno della rivista amatoriale Fanrōdo (ファンロード?). Non è chiara l'etimologia, ma la teoria più comunemente accolta vuole che il riferimento sia a Shōtarō Kaneda, il giovanissimo protagonista del fumetto Super Robot 28, scritto e disegnato da Mitsuteru Yokoyama negli anni cinquanta.
Shōtarō (正太郎?) è un audace "detective" che mette nel sacco i suoi avversari ed aiuta la polizia a risolvere casi difficili (con l'aiuto del suo robot); la sua estetica bishōnen ha incarnato e formato l'attuale interpretazione e significato del termine shotacon (dando il nome a questa sottocultura sessuale).
Egli indossa sempre dei caratteristici pantaloncini molto corti e stretti. In molti dei fumetti realizzati sulla rivista Fanrōdo i ragazzini protagonisti indossavano anch'essi spesso pantaloni corti (半ズボン?, hanzubon), come uno dei principali elementi caratteristici del feticismo shotacon: il termine dev'essere quindi stato usato da queste autrici, che si erano ricordate del fumetto di Mitsuteru Yokoyama, con cui erano cresciuti negli anni precedenti.
Dove all'inizio il concetto si sia maggiormente sviluppato è difficile da individuare, ma alcune delle sue prime radici stanno nelle risposte ai lettori al riguardo della serie poliziesca scritta da Rampo Edogawa: nelle sue opere il personaggio di nome Yoshio Kobayashi (ragazzetto che fa parte d'un gruppo di detective dilettanti) mostra d'avere un profondo attaccamento e dipendenza nei confronti del protagonista adulto Kogoro Akechi.
Yosho è un bell'adolescente che aiuta sempre il detective privato a risolvere i casi, e per un certo periodo di tempo stabiliscono assieme addirittura un rapporto di convivenza. Questo rapporto molto intimo, anche se mai giunge ad esser chiaramente sessuale, tra l'uomo (sposato) ed il ragazzo ha in parte almeno ispirato tutto il successivo evolversi del tema shotacon.
L'uso del termine nelle culture fandom sia occidentali che giapponesi può comprendere opere che vanno dall'esplicitamente pornografico (hentai) ad altre lievemente suggestive ed erotizzate, fino ad altre ancora romantiche o in cui la sessualità dei personaggi è del tutto assente. Così come il lolicon anche lo shotacon è strettamente correlato ai concetti di kawaii (carineria) e moe (in cui i protagonisti son presentati come bambini inermi al fine d'aumentar l'identificazione del lettore ed ispirar sentimenti di protezione). In quanto tali i temi shotacon son utilizzati ampiamente anche in una varietà di fumetti non erotici.
Elementi dello shotacon, così come dello yaoi, sono relativamente comuni anche nei manga shōjo: due esempi al riguardo possono essere quelli relativi a Loveless (al cui interno esiste un rapporto erotizzato ma non consumato tra il protagonista dodicenne e il suo "guardiano-istruttore" ventenne) e ad Host Club - Amore in affitto (in cui uno dei personaggi, Honey è chiaramente ispirato al tema shotacon).
Occasionalmente anche i Seinen manga, in particolare quelli rivolti agli otaku, contengono entro contesti non pornografici la presenza di ragazzini in forma erotizzata: un esempio è Yubisaki Milk Tea il cui protagonista è un sedicenne con l'hobby per il Crossdressing.
Il critico Tamaki Saito suggerisce che in origine lo shota fosse una propaggine dello yaoi, quindi eminentemente omosessuale, ma che venne successivamente adottato dai lettori maschi finendo così col subire l'influenza del parallelo lolicon: quindi egli sostiene che "i testi Shota prodotti da autori donne sono strutturalmente identici a quelli Yaoi, mentre gli Shota composti espressamente da/per la sottocultura Otaku distinguono e chiarificano la posizione assunta da questi personaggi infantili, trasformandoli a volte in ragazze con il pene"" (o il complementare cuntboy-ragazzo con la vagina, che equivale al transessuale).

## Tematiche e pubblicazioni
Le storie Shota son comunemente pubblicate in antologie quindicinali; solo a volte, in seguito, viene messo in commercio anche in volumi individuali. Molte storie son pubblicate come dojinshi Shotaket, un convegno annuale per la vendita di materiale doujin-shota, è stato fondato nel 1995: a quanto pare da un gruppo di autori di sesso maschile. L'edizione 2008 ha offerto lavoro a quasi 200 circoli, con migliaia di partecipanti.
Parte delle dōjinshi e dei manga Shota sono realizzati da autori donne per lettrici femminili: le tematiche includono rapporti tra gli stessi ragazzini, o tra un ragazzino e una controparte più grande o adulta, che può essere sia maschile che femminile; in questi ultimi casi solitamente il ragazzino protagonista si dimostra particolarmente passivo nel rapporto. Lo shotacon rivolto al pubblico femminile è quasi esclusivamente yaoi.
Dal punto di vista grafico, il disegno tende a evidenziare l'aspetto infantile, del tutto innocente e ingenuo dei protagonisti, rientrando nell'estetica del kawaii.
Spesso il kawaii e l'infantilismo dei personaggi mostrati è tanto enfatizzato, da renderli volutamente indistinguibili rispetto al proprio genere sessuale: in tal caso si parla di rorishota (ロリショタ?). Quando invece ai protagonisti sono aggiunte "appendici" che li rendono simili a piccoli animali (orecchie e code da gattino, o da cagnolino), si parla di kemoshota (ケモショタ?) (Loveless ne è un esempio caratteristico).
Gli shotacon dedicati al pubblico maschile (detti straight shota, dove straight significa eterosessuale e shota è l'abbreviazione di shotacon) mostrano invece rapporti tra un protagonista maschile, nella prepubertà o nella primissima adolescenza, ed una protagonista femminile in un'età adulta. Talvolta, negli "straight shota" il divario di età tra le due controparti non è particolarmente grande, ma la protagonista femminile è comunque più sviluppata della controparte maschile nelle dimensioni e nelle forme del corpo; tali opere vanno quindi considerate più vicine a una sorta di macrofilia che alla vera e propria gerontofilia.
Le storie Shota possono essere spesso create e pubblicate come parte di un sottogenere dell'hentai in antologie o riviste specializzate in narrativa omosessuale (un esempio è dato da "Shōnen Ai no Bigaku"). Alcune riviste per uomini gay che offrono un mix particolarmente ampio di materiale pornografico possono presentare occasionalmente anche racconti o manga con protagonisti dai caratteri Shota.

## Non solo dōjinshi
Rapporti di tipo shotacon possono essere rintracciati anche in opere commerciali, destinate alla grande massa: in questo caso, ovviamente, l'aspetto sessuale è quasi sempre del tutto assente, almeno esplicitamente (quindi non si tratta di pornografia), mentre anche quello affettivo può rimanere al livello di semplici allusioni. Potrebbero essere ipotizzati come shotacon i rapporti tra Misato e Shinji in Evangelion; tra Nanami Kiryū e Mitsuru Tsuwabuki in Utena; tra Yukito e Syaoran Li in Card Captor Sakura. In altri casi invece vi è, da parte del pubblico femminile, un'appropriazione di personaggi provenienti da opere di massa, usati come protagonisti in dōjinshi di genere shotacon.
Tuttavia, hanno cominciato a comparire sul mercato a partire dai primi anni 2000 sul alcune opere commerciali esplicite, sia nei videogiochi (Enzai ne è un esempio, un eroge con espliciti atti sessuali che coinvolgono giovani ragazzi), sia nei manga (con varie riviste specifiche), sia negli anime: esempi di questi ultimi sono Boku no Pico (per un totale di tre episodi), che il produttore ha descritto come il primo anime autenticamente shotacon, e Kodomo no jikan - A Forbidden Time (quest'ultimo straight shota, cioè etero), da non confondere con l'omonimo manga e anime di Kaworu Watashiya.

## Legalità
Alcuni critici sostengono che il genere shotacon rappresenta una vera e propria apologia della pedofilia, contribuendo addirittura all'aumento del rischio di abusi sessuali sui bambini, mentre altri fanno notare che non vi è alcuna prova di questo.
La legalità di questo tipo di pornografia è oggetto di discussioni negli Stati Uniti, nel Regno Unito, e nello stesso Giappone: a causa di possibili questioni legali gli editori americani di yaoi evitano di pubblicare opere raffiguranti personaggi minorenni, quando questi si trovino implicati all'interno di storie o situazioni troppo esplicitamente sessuali.
Nel 2006 la rivista Yaoi June ha pubblicato una traduzione in inglese di Naichaisouyo (泣いちゃいそうよ?) creata da Mako Takahashi col titolo di "Almost Crying",: si tratta d'un manga shota contenente diverse storie con protagonisti personaggi maschili appena entrati nella pubertà, ma le cui relazioni non giungono mai ad esser apertamente sessuali.
In altri paesi, come Paesi Bassi e Italia, lo shotacon non viene invece considerato illegale.